# Hemiscorpius socotranus
Espèce
Hemiscorpius socotranus est une espèce de scorpions de la famille des Hemiscorpiidae.

## Distribution
Cette espèce est endémique de Socotra au Yémen,.
Sa présence en Somalie est incertaine.

## Description
Le mâle syntype mesure 32 mm et la femelle syntype 35 mm.

## Étymologie
Son nom d'espèce lui a été donné en référence au lieu de sa découverte, Socotra.

## Publication originale
- Pocock, 1899 : Descriptions of some new species of scorpions. Annals and Magazine of Natural History, sér. 7, vol. 3, no 13, p. 411-420 (texte intégral).